# Groupe simple d'ordre 360
En mathématiques, et plus précisément en théorie des groupes, un groupe simple est un groupe non trivial qui n'admet aucun sous-groupe distingué autre que lui-même et son sous-groupe trivial.
Frank Nelson Cole a démontré en 1893 que tous les groupes simples d'ordre 360 sont isomorphes entre eux. Ils sont donc isomorphes au groupe alterné A6 et au groupe linéaire spécial projectif {\displaystyle \mathrm {PSL} _{2}(\mathbb {F} _{9})} (groupe linéaire spécial projectif d'un espace vectoriel de dimension 2 sur un corps à 9 éléments), puisque ces deux groupes sont simples et d'ordre 360.

## Principe de la démonstration
La démonstration de Cole repose essentiellement sur le fait que les 3-sous-groupes de Sylow d'un groupe simple G d'ordre 360 sont au nombre de 10, se coupent trivialement deux à deux et sont non cycliques (donc chaque 3-sous-groupe de Sylow de G, étant d'ordre 9, est produit direct de deux groupes d'ordre 3).
On en déduit que G est isomorphe à un sous-groupe H du groupe alterné A10 possédant les propriétés suivantes : 
1. H est simple et d'ordre 360 ;
2. pour tout 3-sous-groupe de Sylow P de H, il existe un et un seul point de  {\displaystyle \{1,2,\ldots ,10\}} qui est fixé par tout élément de P ;
3. pour tout point x de {\displaystyle \{1,2,\ldots ,10\}}, il existe un et un seul 3-sous-groupe de Sylow P de H tel que tout élément de P fixe x ;
4. si P est un 3-sous-groupe de Sylow de H, si x désigne l'unique point de {\displaystyle \{1,2,\ldots ,10\}} fixé par tout élément de P (voir propriété 2.), le stabilisateur de x dans le groupe H est NH(P) ;
5. H n'a pas d'élément d'ordre 9 ;
6. tout élément d'ordre 3 de H a la structure cyclique 3-3-3.

On démontre ensuite que les sous-groupes H de A10 possédant ces propriétés sont tous isomorphes entre eux.
Il existe une autre démonstration, reposant sur la théorie des caractères des représentations des groupes finis.